# 서윤희 (배드민턴 선수)
서윤희(1984년 11월 10일~)는 대한민국의 배드민턴 선수로, 2004 아테네 올림픽 배드민턴에 대한민국 국가대표 선수로 참가했다.